# Tersztyánszky Ágoston
Nádasi Tersztyánszky Ágoston, Terstyánszky (Tornagörgő, 1821. május 21. – Bécs, 1890. május 3.) császári és királyi címzetes vezérőrnagy.

## Élete
Tersztyánszky Mihály dragonyos tiszt fia. 1837. október 13-án mint ezred-hadapród a császári és királyi 34. gyalogezredhez vették fel és elvégezte a grazi hadapród-iskolát. 1840-41-ben mint hadapród csapatszolgálatot teljesített. 1841. június 1-jén kinevezték hadnaggyá és részint a csapatnál szolgált, részint pedig tanár volt az ezred hadapród-iskolájában. 
1848. augusztus 20-án főhadnaggyá, 1849. október 21-én II. osztályú századossá, 1849. december 15-én I. osztályúvá lépett elő és 1849-től 1852-ig csapatszolgálatot teljesített. 1852-től 1856-ig az ezred hadapród-iskolájának vezetőjeként, majd ismét csapatszolgálati minőségben működött. 
1859. május 13-án a 37. gyalogezrednél őrnagy és zászlóaljparancsnok lett és azon évben ütközet nélkül részt vett az olaszországi hadjáratban. 1862-től 1865-ig kiegészítő parancsnok volt, azután újra zászlóalj-parancsnok lett. Az 1866-os poroszországi hadjáratban június 25-én alezredessé lépett elő, több csatában vett részt és katonai érdemkereszttel tüntették ki. 
1869. április 18-án mint alezredest a honvédséghez helyezték át és a pesti honvédségi fő tanosztályhoz osztották be. 1871. május 17-én ezredes lett és a 63. zászlóaljhoz helyezték át. 1876. július 22-én saját kérelmére nyugdíjazták és ugyanezen év szeptember 30-án címzetes vezérőrnagyi rangot nyert.
A Ludovika Akadémia Közlönyében hadászati közleményei jelentek meg (1875-79.); cikke a Honvédben (1872. 17., 18. sz. Általános nézetek a hadi földleírás szerkesztése felől).

## Művei
- Militär Geografie von Italien. Lemberg, 1861, két kötet
- Geschichte der Lander des österreichischen Kaiserstaates vom Beginne der eigenthümlichen Geschichte eines jeden Lanúes bis zu seiner gemeinschftlichen mit jener de Kaiserreiches. Wien, 1863
- Vorlesungen aus dem Gebiete der Kriegskunst und der Kriegswissenschaften, erläutert durch Kriegsgeschichtliche Beispiele. Olmütz, 1867
- A hadi tudományok tana felolvasásokban, hadtörténeti példákkal felvilágosítva. Pest, 1871
- Das strategische Verhältniss des serbisch-bosnischen und bulgarischen Kriegsschauplatzes gegenüber dem Oesterreichisch-Ungarischen Staate. Teschen und Wien, 1874